# Madalena do Mar

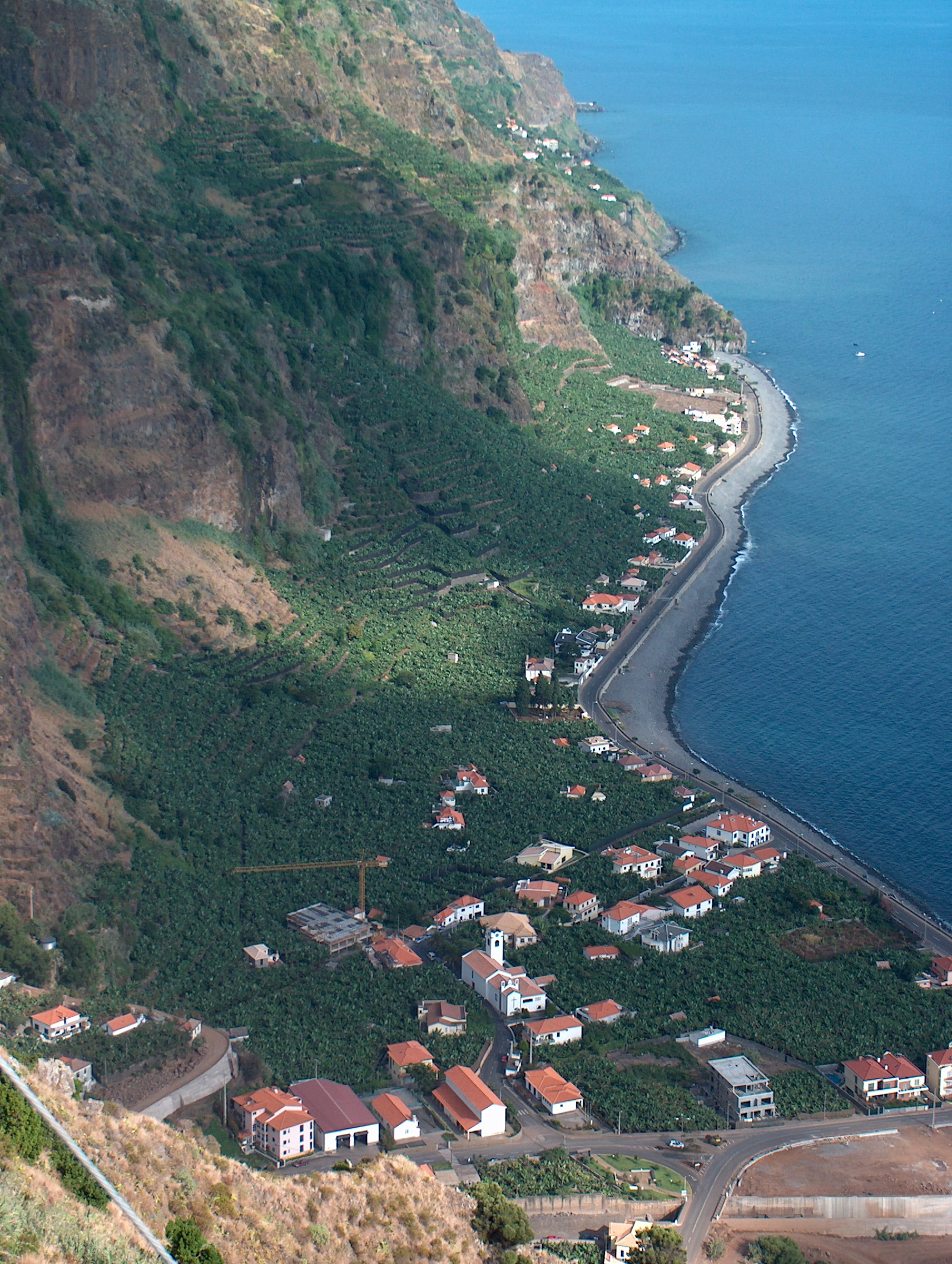
Die Gemeinde Madalena do Mar (Teilansicht)

Madalena do Mar ist eine Gemeinde (Freguesia) im Kreis (Concelho) von Ponta do Sol, auf der portugiesischen Insel Madeira. In ihr leben 508 Einwohner (Stand 19. April 2021). Wirtschaftliche Hauptaktivität in der Gemeinde ist der Anbau von Bananen.

## Geschichte
Der Legende nach wurde der Ort 1457 durch einen rätselhaften Adelsmann namens Henrique Alemão (port. für: Heinrich der Deutsche) gegründet. Hierbei soll es sich um den polnischen König Władysław III. gehandelt haben, der nicht in der Schlacht bei Warna am 10. November 1444 gefallen sein soll, sondern entkommen konnte. Der portugiesische König habe ihm Asyl gegeben und ihn auf der noch weiter zu besiedelnden Insel Madeira unerkannt leben lassen.
1582 wurde die eigenständige Gemeinde Madalena do Mar durch Abspaltung aus dem Gemeindegebiet Ponta do Sol geschaffen.

## Sehenswürdigkeiten

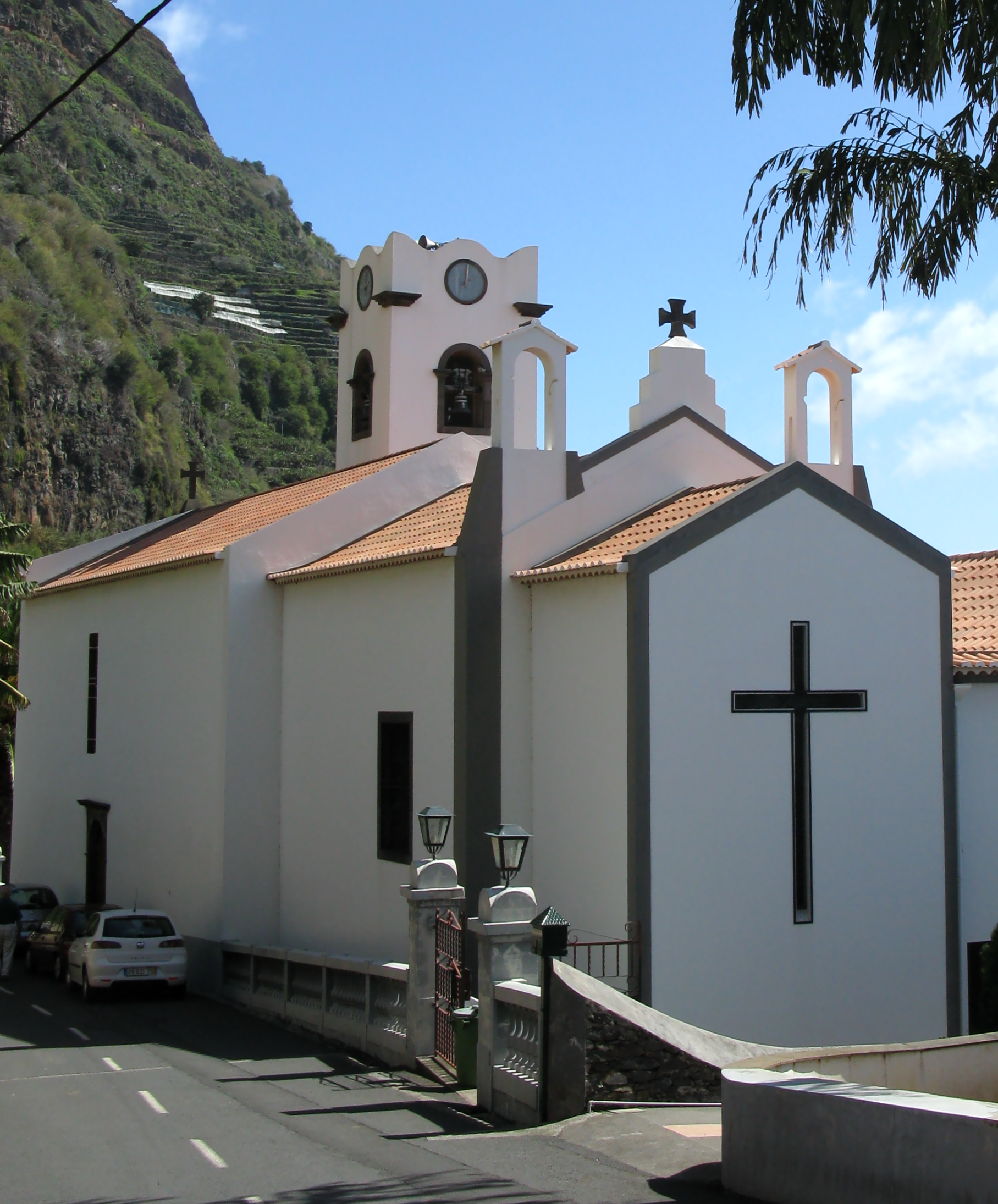
Die Gemeindekirche, in der König Władysław III. bestattet sein soll

Die 1582 errichtete Gemeindekirche Igreja da Madalena do Mar (nach ihrer Schutzpatronin auch Igreja de Santa Maria Madalena) steht unter Denkmalschutz. Das manieristische Gebäude birgt im Inneren u. a. Altarretabel aus vergoldetem Holz (Talha dourada) und Azulejos des Rokoko König Władysław III., der hier als Henrique Alemão gelebt haben soll, wurde hier angeblich bestattet.
Mit dem landwirtschaftlichen Herrenhaus Casa da Madalena do Mar, auch unter dem Namen der Besitzerfamilie als Solar dos Freitas da Madalena geführt, steht ein weiteres Baudenkmal in der Gemeinde.

## Verwaltung
Madalena do Mar ist Sitz der einer gleichnamigen Gemeinde (Freguesia) im Kreis (Concelho) von Ponta do Sol. Dieser gehört zur Autonomen Region Madeira.
Folgende Ortschaften liegen in der Gemeinde:
- Achadas
- Banda de Além
- Lombo
- Madalena do Mar
- Moledos
- Palmeira
- Passo
- Ribeira da Madalena
- Rua
- Torreão
- Vargem